# Ein Koala-Bär allein zu Haus
Ein Koala-Bär allein zu Haus ist eine deutsche Filmkomödie aus dem Jahr 2005. Uwe Janson führte die Regie. Jan Josef Liefers stellt den Koch Thomas Löwe dar.

## Handlung
Dem Koch Thomas ist nichts wichtiger als seine Küche. Trotzdem läuft das Restaurant, in dem er angestellt ist, nicht wie gewünscht. Zu allem Unglück gesellt sich dazu, dass Kate, die Freundin der verstorbenen Mutter von Nick, einem zehnjährigen Jungen auftaucht, dessen Vater er ist. Die beiden hatten noch keinen Kontakt zueinander. Auch Thomas wusste nicht, dass er ein Vater ist. Völlig aus dem Konzept geworfen, weiß Thomas nicht, wie er mit dem kleinen Nick umgehen soll, der noch dazu, seine Gourmet-Kochkunst verschmäht und lieber dicke Hamburger in sich hineinstopft. Derweil werden Restauranttester erwartet, und Thomas weiß gar nicht, wo ihm der Kopf steht. Dennoch erhält er am Ende für seine Küche den ersten Stern, die ihm die Tester unter Beifall offiziell zuerkennen.

## Kritiken
TV Spielfilm schrieb: „Meist übernimmt eine ‚lebensechte‘ Puppe den Part des Bären. Leider geriet die aber so dilettantisch, dass jeder Auftritt des ‚Muppet‘-artigen Stofftiers für unfreiwillige Lacher sorgt“.